# الکساندر تکاچنکو (بازیکن فوتبال، زاده ۱۹۹۳)
الکساندر تکاچنکو (اوکراینی: Олександр Ігорович Ткаченко؛ زادهٔ ۱۹ فوریهٔ ۱۹۹۳) بازیکن فوتبال اهل اوکراین است.
از باشگاه‌هایی که در آن بازی کرده‌است می‌توان به باشگاه فوتبال دینامو کی‌یف و باشگاه فوتبال فورسکلا پولتاوا اشاره کرد.
وی همچنین در تیم‌های ملی فوتبال Ukraine national under-18 football team, Ukraine national under-19 football team، و زیر ۲۱ سال اوکراین بازی کرده‌است.